# Kanon Takao
Kanon Takao (高尾 奏音 Takao Kanon?, Tokio, 10 de septiembre de 2002) es una actriz de voz y pianista japonesa afiliada a Link Plan. Después de pasar una audición en 2014, hizo su debut como parte del grupo idol Earth Star Dream bajo EARTH STAR Entertainment. Después de que Earth Star Dream hiciera una pausa, continuaría sus actividades como solista. Es conocida por sus papeles como Yū Hiraoka en Ani Tore! EX, Azalyn Goza the 168th en The Irresponsible Captain Tylor, Linnea en Hyakuren no Haou to Seiyaku no Valkyria, Latina en Uchi no Ko no Tame naraba, Ore wa Moshikashitara Maou mo Taoseru kamo Shirenai y Noelle en Genshin Impact. Dejó EARTH STAR Entertainment y se afilió a Link Plan en el año 2018.

## Biografía
Takao nació en Tokio el 10 de septiembre de 2002. Su hermano mayor Sōnosuke es pianista y compositor. Aprendió a tocar el piano a una edad temprana y ganó un concurso internacional de piano celebrado en Milán, Italia, cuando tenía 10 años.
En 2014, Takao participó en una audición de actuación de voz realizada por la editorial Earth Star Entertainment. Fue declarada una de las dos ganadoras de la audición junto con Yuki Nakashima. Takao, Nakashima y otras participantes en la audición formaron el grupo idol Earth Star Dream. Durante este período, interpretó los papeles de Yū Hiraoka en Ani Tore! EX, Azalyn Goza the 168th en The Irresponsible Captain Tylor y Linnea en Hyakuren no Haou to Seiyaku no Valkyria. También formó el dúo de cantantes Hikanon junto con su compañera de agencia Hikaru Koide; el dúo interpretó la canción "Smile Invitation", que se utilizó como tema principal de The Irresponsible Captain Tylor.
Después de que Earth Star Dream hizo una pausa a finales de 2017, Takao inicialmente permaneció con Earth Star Entertainment, pero dejó la compañía en abril de 2018 después de que cesaron sus actividades de gestión de talentos. Luego se unió a la agencia de talentos Link Plan en septiembre de ese mismo año. En 2019, fue elegida para interpretar a Latina en la serie de anime Uchi no Ko no Tame naraba, Ore wa Moshikashitara Maou mo Taoseru kamo Shirenai; también interpretó el tema de apertura de la serie "I'm With You".
En septiembre de 2023, en la final de BanG Dream! It's MyGO!!!!!, donde interpretó a Oblivionis/Sakiko Togawa, se anunció que sería tecladista y líder de la banda de BanG Dream!, hasta entonces anónima, Ave Mujica, como dicho personaje. Repetirá su papel en la secuela, BanG Dream! Ave Mujica.

## Filmografía
Los papeles principales están en negrita

### Anime

#### Series de televisión
| Año  | Título | Rol                   | Refs.  |
| ---- | --- | --------------------- | ------ |
| 2015 | Teekyū | Natalia               | [ 3 ]  |
| 2015 | Ani Tore! EX | Yū Hiraoka            | [ 3 ]  |
| 2016 | Usakame | Tasuku Kodaira        | [ 13 ] |
| 2016 | Anitore! XX: Hitotsu Yane no Shita de                                                                                | Yū Hiraoka            | [ 14 ] |
| 2017 | The Irresponsible Captain Tylor                                                                                      | Azalyn Goza the 168th | [ 15 ] |
| 2018 | Yama no Susume: Third Season                                                                                         | Yuri                  | [ 3 ]  |
| 2018 | Hyakuren no Haou to Seiyaku no Valkyria                                                                              | Linnea                | [ 16 ] |
| 2019 | Uchi no Ko no Tame naraba, Ore wa Moshikashitara Maou mo Taoseru kamo Shirenai.                                      | Latina                | [ 10 ] |
| 2019 | Maou-sama, Retry! | Aku                   | [ 17 ] |
| 2020 | Hōkago Teibō Nisshi                                                                                                  | Hina Tsurugi          | [ 18 ] |
| 2020 | Koisuru Asteroid | Haruka Itozaki        | [ 14 ] |
| 2020 | Magia Record | Mel Anna              | [ 14 ] |
| 2020 | Senyoku no Sigrdrifa                                                                                                 | Kurumi Suzuhara       | [ 19 ] |
| 2021 | Idoly Pride | Chisa Shiraishi       | [ 20 ] |
| 2021 | Shinkansen Henkei Robo Shinkalion                                                                                    | Ayu Arata             | [ 21 ] |
| 2021 | Edens Zero | Hermit Mio            | [ 22 ] |
| 2021 | Tantei wa Mou, Shindeiru.                                                                                            | Yui Saikawa           | [ 23 ] |
| 2021 | Shin no Nakama ja Nai to Yuusha no Party wo Oidasareta node, Henkyou de Slow Life suru Koto ni Shimashita            | Rit                   | [ 24 ] |
| 2021 | Muv-Luv Alternative                                                                                                  | Kasumi Yashiro        | [ 25 ] |
| 2022 | Leadale no Daichi nite                                                                                               | Luka                  | [ 26 ] |
| 2022 | Yu-Gi-Oh! Go Rush!!                                                                                                  | Yuna Goha             | [ 27 ] |
| 2022 | RPG Fudōsan | Tasha                 | [ 14 ] |
| 2022 | Kuro no Shōkanshi | Nana Mizuoka          | [ 28 ] |
| 2022 | Nōmin Kanren no Skill Bakka Agetetara Nazeka Tsuyoku Natta                                                           | Yuria Macbeth Fongate | [ 29 ] |
| 2022 | Shinmai Renkinjutsushi no Tenpo Keiei                                                                                | Sarasa Ford           | [ 30 ] |
| 2022 | Yama no Susume: Next Summit                                                                                          | Yuri                  | [ 31 ] |
| 2022 | Muv-Luv Alternative 2nd Season                                                                                       | Kasumi Yashiro        | [ 32 ] |
| 2022 | Mushikaburi-hime | Cecily                | [ 33 ] |
| 2023 | Saikyō Onmyōji no Isekai Tenseiki                                                                                    | Pirisralia            | [ 34 ] |
| 2023 | Kami-tachi ni Hirowareta Otoko 2nd Season                                                                            | Paena                 | [ 35 ] |
| 2023 | Edens Zero 2nd Season                                                                                                | Hermit Mio            | [ 36 ] |
| 2023 | Isekai One Turn Kill Nee-san                                                                                         | Anne                  | [ 37 ] |
| 2023 | BanG Dream! It's MyGO!!!!!                                                                                           | Sakiko Togawa         | [ 14 ] |
| 2023 | Level 1 Dakedo Unique Skill de Saikyō Desu                                                                           | Alice Wonderland      | [ 38 ] |
| 2023 | Tearmoon Teikoku Monogatari                                                                                          | Tiona Rudolvon        | [ 39 ] |
| 2024 | Shin no Nakama ja Nai to Yuusha no Party wo Oidasareta node, Henkyou de Slow Life suru Koto ni Shimashita 2nd Season | Rit                   | [ 40 ] |
| 2024 | One Room, Hi Atari Futsū, Tenshi Tsuki.                                                                              | Hisui Tsurumi         | [ 41 ] |
| 2024 | Tensei Kizoku Kantei Sukiru de Nariagaru                                                                             | Wren Louvent          | [ 42 ] |
| 2024 | KonoSuba! Season 3                                                                                                   | Iris                  | [ 43 ] |
| 2024 | Maō-gun Saikyō no Majutsushi wa Ningen Datta                                                                         | Yuria Octave          | [ 44 ] |
| 2024 | Tensei Kizoku, Kantei Skill de Nariagaru 2nd Season                                                                  | Wren Louvent          | [ 45 ] |
| 2024 | Hitoribotchi no Isekai Kōryaku                                                                                       | Vicepresidenta B      | [ 46 ] |
| 2025 | BanG Dream! Ave Mujica                                                                                               | Sakiko Togawa         | [ 47 ] |
| 2025 | Momentary Lily | Suzuran Kasumi        | [ 48 ] |
| 2025 | Zenshū | Midori Ichihashi      | [ 49 ] |
| 2025 | Kimi no Koto ga Dai Dai Dai Dai Daisuki na 100-nin no Kanojo 2nd Season                                              | Meme Kakure           | [ 50 ] |
| 2025 | Isekai Mokushiroku Mynoghra                                                                                          | Caria Erful           | [ 51 ] |
| TBA  | Tantei wa Mou, Shindeiru. Season 2                                                                                   | Yui Saikawa           | [ 52 ] |

#### ONAs
| Año  | Título                    | Rol | Refs.  |
| ---- | ------------------------- | --- | ------ |
| 2019 | Maou-sama, "Petit" Retry! | Aku | [ 14 ] |

#### OVAs
| Año  | Título                         | Rol  | Refs.  |
| ---- | ------------------------------ | ---- | ------ |
| 2017 | Yama no Susume: Omoide Present | Yuri | [ 14 ] |

#### Especiales
| Año  | Título                                    | Rol            | Refs.  |
| ---- | ----------------------------------------- | -------------- | ------ |
| 2025 | Momentary Lily: Tsuzuiteiku Kappō, Kappō! | Suzuran Kasumi | [ 48 ] |

### Videojuegos
| Año  | Título                                               | Rol                                                       | Refs.         |
| ---- | ---------------------------------------------------- | --------------------------------------------------------- | ------------- |
| 2018 | Magia Record                                         | Mel Anna                                                  |               |
| 2018 | Kantai Collection                                    | Gotland, Hachijo, Ishigaki, Shin'yō, Sheffield y Scirocco |               |
| 2020 | Brave Nine                                           | Seol Ah                                                   |               |
| 2020 | Genshin Impact                                       | Noelle                                                    | [ 53 ] [ 54 ] |
| 2020 | Kono Subarashii Sekai ni Shukufuku o! Fantastic Days | Iris                                                      |               |
| 2022 | Magia Record                                         | Kagome Satori                                             |               |